# Simon Grundel-Helmfelt
Simon Grundel-Helmfelt (Stockholm, 25 september 1617 – nabij Landskrona, 14 juli 1676) was een Zweeds maarschalk en baron.

## Biografie
Simon Grundel-Helmfelt begon zijn militaire carrière tijdens de Dertigjarige Oorlog. Het eerste wapentreffen waar hij bij aanwezig was was de Slag bij Breitenfeld in 1642. Vijf jaar later werd hij wegens zijn militaire verdiensten geridderd. In 1646 raakte hij tevens gewond aan zijn arm tijdens de slag bij Rain am Lech. Drie jaar later werd hij gepromoveerd tot kolonel en 1655 tot generaal.
In 1656 werd hij door de Zweedse koning benoemd tot gouverneur van Riga. In datzelfde jaar wist hij de stad succesvol te verdedigen tegen het Russische leger van Alexis van Rusland. Twee jaar later werd hij benoemd tot gouverneur-generaal van Ingermanland. In 1676 keerde hij terug in Stockholm en werd een belangrijk legeraanvoerder tijdens de Schoonse Oorlog. Hij stierf nog datzelfde jaar tijdens de Slag bij Landskrona.